# Kvarteret Proserpina

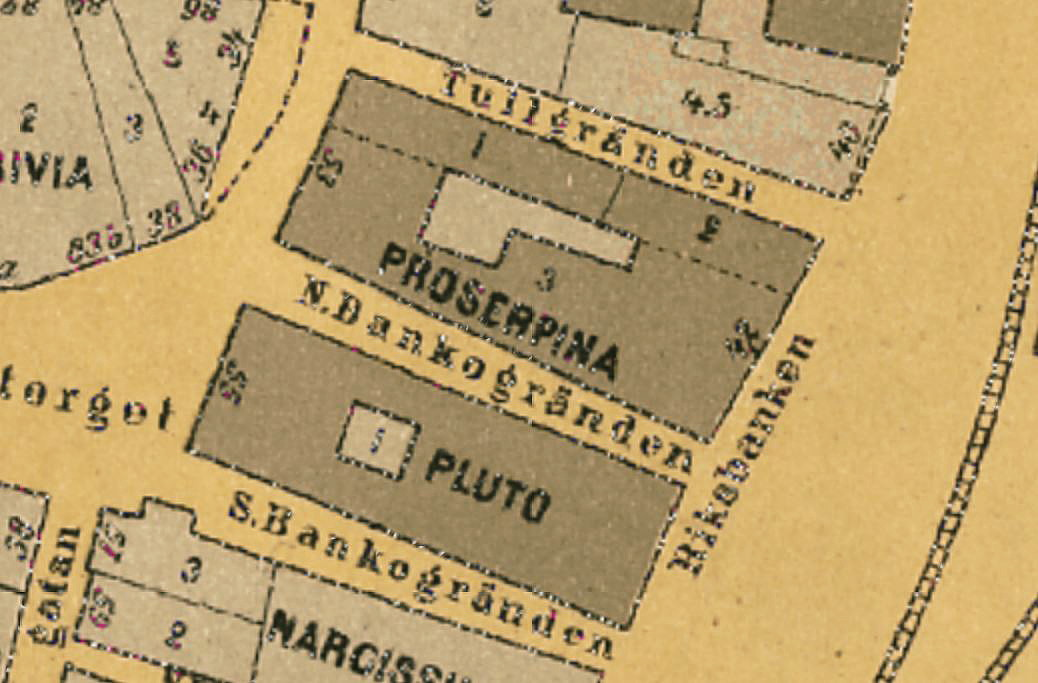
Kvarteren Proserpina och Pluto 1909.

Kvarteret Proserpina är ett kvarter på östra sidan av Gamla stan i Stockholm. Kvarteret begränsas av Tullgränd i norr, Skeppsbron i öster, Norra Bankogränd i söder och Österlånggatan i väster. Kvarteret består av en enda fastighet: Proserpina 4 (tidigare 1, 2 och 3). Enda byggnad i kvarteret är Norra Bankohuset från 1770-talet. Innan dess upptogs kvarterets sydvästra sida av Alardiska huset.

## Namnet
Gamla stans kvarter är övervägande döpta efter begrepp (främst gudar) ur den grekiska och romerska mytologin, så även kvarteret Proserpina. I den romerska mytologin var Proserpina underjordens drottning och maka till Dis, eller Pluto. Kvarteret Pluto är grannkvarteret söder om Proserpina.

## Kvarteret och dess tidiga bebyggelse

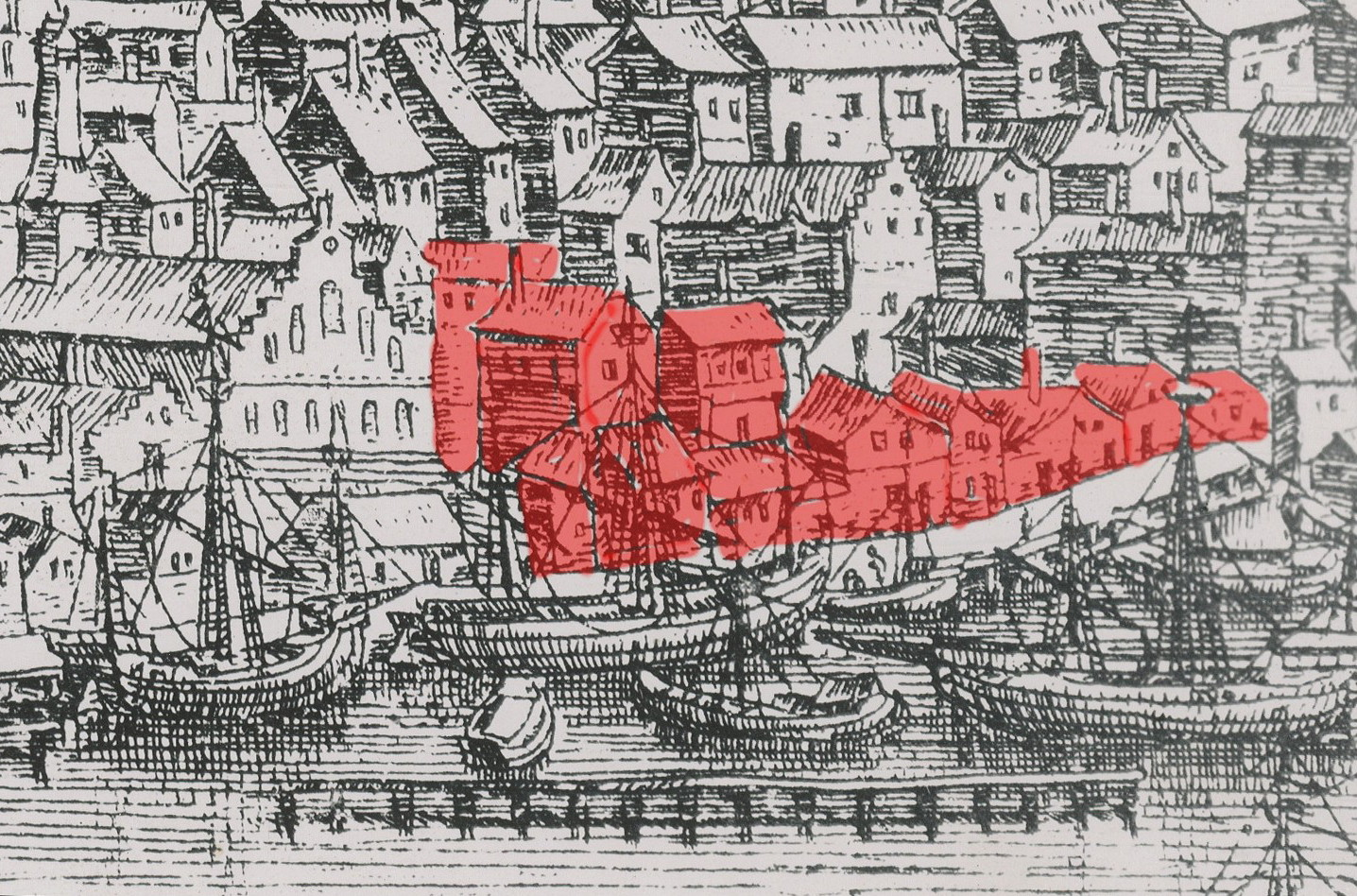
Kvarterets bebyggelse (rött) på Frans Hogenbergs Stockholmsvy från 1560-talet.

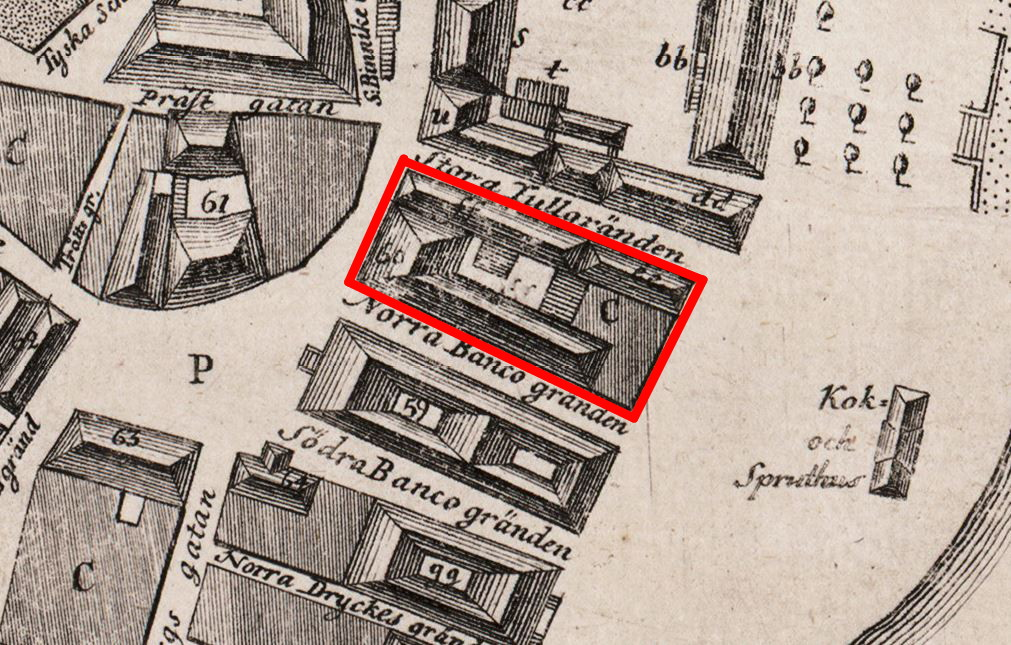
Proserpina på Jonas Brolins karta från 1771.
60: "Alardiska huset och Banko Kjällar".
ff: Vinhandlare "Noers Groskällare".
cc: Skeppshandlaren "Hagboms hus och Contor".

Kvarteret Proserpina har en lång och komplicerad byggnadshistoria. De nuvarande byggnadsdelarna tillkom från sena 1500-talet fram till slutet av 1800-talet. Enligt arkeologen Hans Hansson (Stockholms stadsmurar) låg ett av Stockholms försvarstorn i kvarterets sydöstra del. Tornet nyttjades under 1500-talets slut som tullbod och revs omkring 1590 då den omtalas som ”förfallen”. Hansson gjorde även en sammanställning av uppgifter om tomtindelning och ägarförhållanden i kvarteret Proserpina från 1500-talets sista fjärdedel.
Enligt Hanssons sammanställning  ägdes södra tomten mot Östra Långgatan av borgmästaren Mats Persson och den norra tomten beskrivs bebyggd med Arvid Larssons förfallna stenhus. Ägarna för mellersta tomten mot Norra Bankogränd var bland andra Arent Kniper (som köpte den från Gustav Vasa), Per Svensson (1575) och Willem (eller Willam) De Wijk (1583). Den senare var en invandrad köpman från Antwerpen som arrenderade verksamheten vid Finspångs styckebruk mellan 1587 och 1599. Husen mot Skeppsbron ägdes av borgmästaren Mats Persson och bestod av två korsvirkeshus och fyra träbodar. Bebyggelsen syns på Frans Hogenbergs Stockholmsvy från 1560-talet.
Efter 1585, när tomtbildningen gjorts i kvarteret, lät kung Johan III bygga ett hus för järnhantering. För kungens änka, Gunilla Bielke, uppfördes 1591 en anslutande länga i fyra våningar. Resten av kvarteret byggdes gradvis ut med enklare byggnader då strandlinjen flyttades ut genom utfyllnader och landhöjningen. Här skapades bristfällig byggmark som i modern tid skulle leda till omfattande sättningar i bebyggelsen.
Huset ägdes 1684 av riksmarskalken greve Johan Gabriel Stenbock, som detta år sålde det till rådmannen Thomas Perman. Genom arv gick huset till friherren Karsten Feiff och riksrådet friherre Samuel Åkerhielm den yngre vilken sålde det 1745 till bröderna Anders och Joakim Gottfrid Alardi. De var handelsmän och efter dem kom byggnaden att kallas Alardiska huset. 1764 såldes huset till grosshandlaren och skeppsredaren Simon Bernhard Hebbe.

## Källaren Tre Kronor

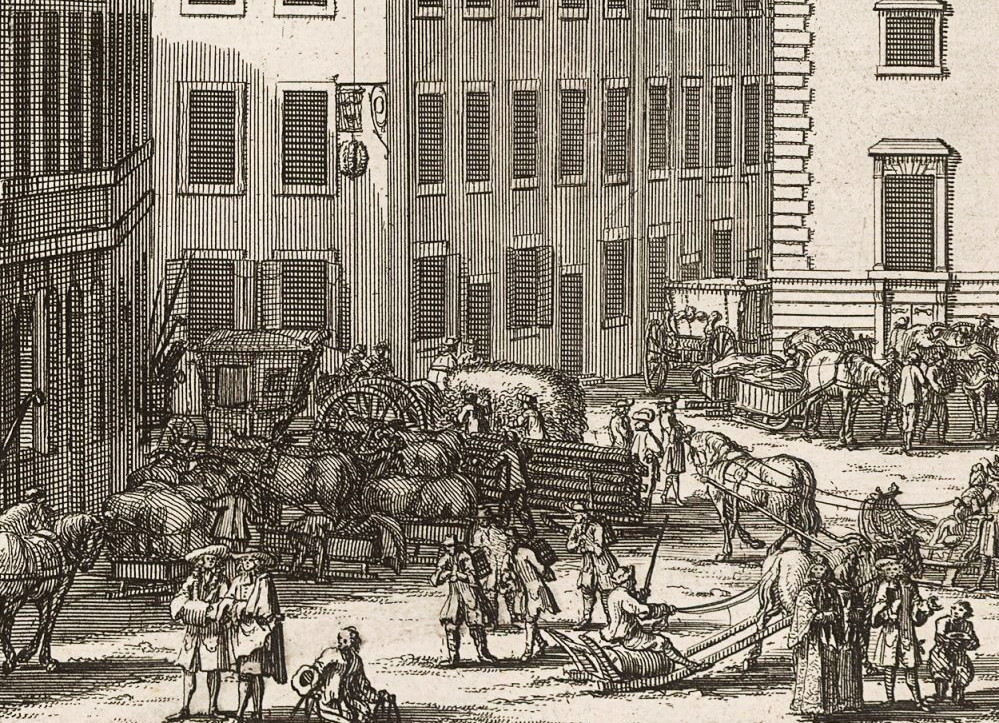
Källaren Tre Kronors skylt med hängande vinlövskrans syns på Alardiska husets hörn mot Järntorget. Del av Erik Dahlberghs vy över Södra Bankohuset, kopparstick av Willem Swidde 1691.

På Jonas Brolins karta från 1771 framgår kvarterets byggnader och verksamheter. Mot Tullgränd hade skeppshandlaren Hagbom sitt hus och kontor och vinhandlaren Eric Noer sin källare. Hörnan mot Norra Bankogränd / Österlånggatan utgjordes av Alardiska huset och krogen "Bancokällaren" (Banko Kjällar) vilken ursprungligen hette "Källaren Tre Kronor".
Redan i handlingar från 1600-talet omtalas ett hus vid Järntorget med namnet Tre Kronor. Med huset avses Alardiska huset i kvarteret Proserpina. Troligen bodde här krögaren Henrik Danitz, kallat Luntenkröger, som bedrev sin värdshusrörelse i husets södra del i början av 1600-talet. Fasaden smyckades med en skylt visande tre kronor. 
Källaren Tre Kronor var ett av sex värdshus i Staden mellan broarna som enligt kung Karl IX:s förordning från 1605 skulle hänga ut skyltar med symboler så att resande lätt kunde hitta dit. De sex värdshusen blev genom skyltningen kända och privilegierade "storkällare" och deras ägare "officiell gästgivare" som fick ta hand om hovets utländska gäster och främmande sändebud. Tre Kronor var den förnämligaste av alla.
Sedan Riksbanken inrättats på 1680-talet i Södra Bankohuset, fick källaren Tre kronor namnet Bankokällaren. Erik Dahlberghs illustration av Södra Bankohuset och Järntorget från 1691 i Sueciaverket visar källarens skylt som sitter i hörnet på Alardiska huset. På Dahlberghs skiss till kopparsticket framgår även skyltens tre kronor.

## Norra Bankohuset
År 1772 förvärvade Riksbanken Alardiska huset på tomt nr 3 från Simon Bernhard Hebbe. Den nye ägaren lät riva bebyggelsen i kvarteret och istället uppfördes en tvåvåningsbyggnad efter ritningar av överintendenten Carl Johan Cronstedt, som var en av bankofullmäktiges ledamöter. Tomterna nr 1 och 2 köptes av banken 1803 respektive 1819. Större delen av den äldre grundläggningen på tomten kunde utnyttjas för det nya huset som kom att kallas Norra Bankohuset och omfattade efter en till- och påbyggnad 1816–1819 hela kvarteret.